# Яровий Дмитро Вікторович

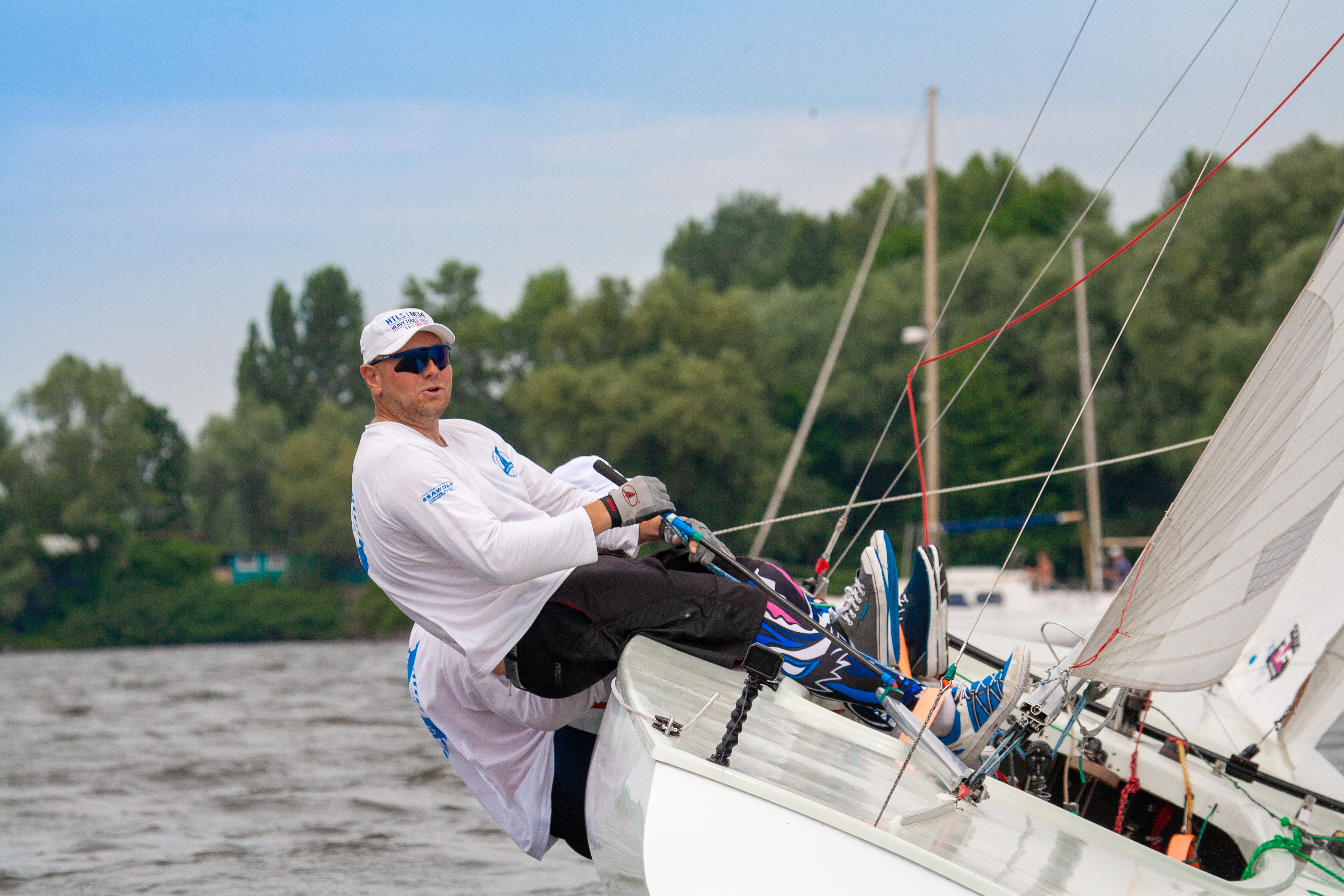
Дмитро Яровий

Яровий Дмитро Вікторович (27 травня 1977) — український яхтсмен, майстер спорту міжнародного класу, чемпіон світу.

## Життєпис
Займається вітрильним спортом з 1987 року.
1997 — срібний призер чемпіонату Європи, срібний призер відкритого чемпіонату Німеччини, бронзовий призер СПА регати, бронзовий призер Хіярис регати, перше місце в рейтингу Євролімп.
1998 — переможець Євролімп регати
1999 — переможець Спартакіади України
2001 — переможець АврораКап, бронзовий призер чемпіонату світу серед військових.
2002 — переможець АудіГранПрі
2003 — чемпіон світу разом з Сергієм Пічугіним і Сергієм Тимоловим в класі «Солінг»
2004 — чемпіон України
2005 — бронзовий призер чемпіонату Європи серед військовослужбовців
2006 — срібний призер чемпіонату Європи серед військовослужбовців.
З 2002 року займається тренерською діяльністю, заснував власну школу яхтингу.
На 2023 рік 15 місце в Світовому рейтингу класу Солінг.